# Universiteit van Santiago, Chili
De Universiteit van Santiago, Chili (Usach) (Spaans: Universidad de Santiago de Chile) is een van de oudste openbare universiteiten van Chili. De universiteit telt ongeveer 18.000 studenten.

## Geschiedenis
De universiteit werd opgericht in 1849 als het Escuela de Artes y Oficios (Spaans voor School van Kunst & Handwerk). In 1947 werd de naam veranderd naar Universidad Técnica del Estado (Technische Universiteit van de Staat), waarbij de universiteit tevens werd uitgebreid met meerdere campussen in het land. In 1981 werd de universiteit als onderdeel van de hervormingen in het hoger onderwijs door de regering van Augusto Pinochet hernoemd naar haar huidige naam. Tevens werden alle activiteiten van de universiteit weer ondergebracht op een enkele campus bij Santiago.

## Faculteiten
De universiteit telt de volgende faculteiten:
- Techniek (Ingeniería),
- Bachelor Kunst en Wetenschappen (Bachillerato),
- Administratie en economie (Administración y Economía),
- Scheikunde & Biologie (Química y Biología),
- Geneeskunde (Ciencias Médicas),
- Wetenschappen (Ciencias),
- Geesteswetenschappen (Humanidades),
- Architectuur (Escuela de Arquitectura)
- Technologie (Facultad Tecnológica).